# Lion-Russell Baumann
Lion-Russell Baumann (* 1992 in Nürnberg) ist ein deutscher Schauspieler.

## Leben
Lion-Russell Baumann, in Mittelfranken geboren, wuchs später in Herdern in Baden-Württemberg auf. Er spielte bereits als Jugendlicher Theater, wo er während seiner Schulzeit an der Freien Waldorfschule in Freiburg-Wiehre seine ersten Bühnenerfahrungen sammelte. Außerdem war er Mitglied im Jugendclub des Theaters Freiburg. 2010 wirkte er als 17-Jähriger in dem Freiburger Theaterprojekt „Station Leben“, in dem gesunde und kranke Jugendliche gemeinsam Theater spielten, mit, wo er als Gesunder den krebskranken Jugendlichen Martin verkörperte.
2013 war er in einer Faust-Adaption, in der er den „geschmeidigen Verführer“ Mephistopheles spielte, drei Monate auf Deutschland-Tournee. 2014 stand er in Franz Kafkas Die Verwandlung im P14 Jugendtheater der Volksbühne am Rosa-Luxemburg-Platz in Berlin auf der Bühne. Von 2014 bis 2016 besuchte er die Zürcher Hochschule der Künste (ZHdK), an der er gemeinsam mit seiner damaligen Freundin, der Schauspielerin Antonia Hölzel angenommen worden war. Nach Erhalt eines Angebots aus London verließ er die ZHdK und absolvierte bis Sommer 2018 sein Schauspielstudium an der London Academy of Music and Dramatic Art (LAMDA). Während seines Studiums spielte er klassische und moderne Rollen in mehreren Studierendenproduktionen der LAMDA und gastierte am Bush Theatre in London. 2017 erhielt er ein Stipendium des „Sir John Gielgud Charitable Trust“.
Baumann wirkte in Kurzfilmen, Musikvideos sowie auch in internationalen TV-Serien wie Victoria mit.
In der im März/April 2020 auf SYFY Deutschland ausgestrahlten Science-Fiction-Serie Spides spielte er eine durchgehende Serienrolle, in der er in der Rolle des „charismatischen Krankenpflegers“ Peter Lawson eine Vertrauensperson der weiblichen Hauptfigur Nora Berger (Rosabell Laurenti Sellers) verkörpert. In der 11. Staffel der ZDF-Serie SOKO Stuttgart (2020) übernahm er, an der Seite von Simon Licht und Laura Philipp, eine Episodenhauptrolle als tatverdächtiger, beruflich erfolgloser Sohn des Inhabers einer Stuttgarter Supermarktkette. Im siebten Film der Harter-Brocken-Krimireihe, Harter Brocken: Das Überlebenstraining (2022), spielte er den Magic Mushrooms konsumierenden Aussteiger und „Geist des Waldes“ Dominik. In der 19. Staffel der ZDF-Serie SOKO Wismar (2023) war er in einer Episodenhauptrolle als tatverdächtiger Rettungssanitäter und Mitarbeiter der Wismarer Rettungswache zu sehen. In der 15. Staffel der ZDF-Serie SOKO Stuttgart (2024) spielte er den tatverdächtigen, „begnadeten“ Programmierer René Falke.
Seit der Spielzeit 2023/24 ist er festes Ensemblemitglied am Theater Baden-Baden.
Der Filmemacher und Autor Tibor Baumann (* 1985) ist sein Bruder. In dessen Science-Fiction Film Exit Pangea war Lion-Russell Baumann 2023 und 2024 auf mehreren Filmfestivals in der Rolle des Joro neben der Hauptdarstellerin Anna Rebecca Sehls zu sehen.

## Filmografie (Auswahl)
- 2013: Die Enzlingbrüder lassen sich blicken (Kurzfilm)
- 2018: Schlaf Nicht (Kurzfilm)
- 2019: Victoria: The White Elephant (Fernsehserie, eine Folge)
- 2020: Spides (Fernsehserie, Serienhauptrolle, 8 Folgen)
- 2020: SOKO Stuttgart: Gift (Fernsehserie, eine Folge)
- 2022: Harter Brocken: Das Überlebenstraining (Fernsehreihe)
- 2023: SOKO Wismar: Der Umbetter (Fernsehserie, eine Folge)
- 2023: Letzte Spur Berlin: Sehnsucht (Fernsehserie, eine Folge)
- 2023: Exit Pangea (Spielfilm)
- 2024: SOKO Stuttgart: Home Sweet Smart Home (Fernsehserie, eine Folge)
- 2024: Oderbruch